# Великий Трн
Великий Трн (словен. Veliki Trn) — поселення в общині Кршко, Споднєпосавський регіон, Словенія. Висота над рівнем моря: 411,6 м.